# サヴォイア・マルケッティ SM.85
サヴォイア・マルケッティ SM.85 は第二次世界大戦前にサヴォイア・マルケッティ社が開発した、イタリア空軍の双発の急降下爆撃機である。イタリア空軍で最初の国産急降下爆撃機だったが、飛行性能が劣悪な上に機体構造にも問題があったため生産機数は少数で終わった。

## 概要

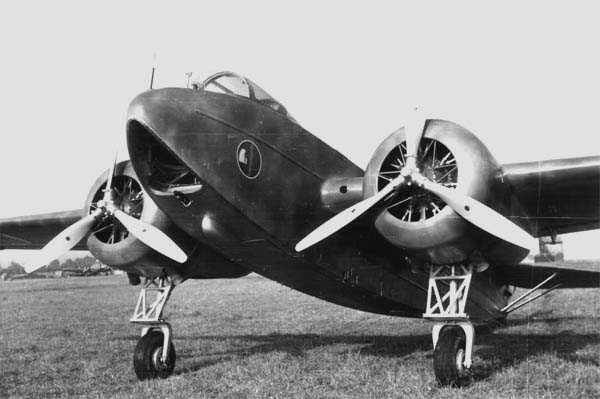
S.M.85

1936年にイタリア空軍から出された急降下爆撃機の仕様に基づいてサヴォイア・マルケッティ社で開発された機体がSM.85である。
SM.85は単座、単葉、双発の木製（一部金属製）で、エンジンは500hpのピアッジョ P.7 RC35を搭載していた。ダイブブレーキはフラップと兼用で、急降下時には主翼に対して直角に開くようになっていた。爆弾は基本的には胴体内の爆弾倉に格納されており、最大800Kgまで搭載可能だった。操縦席は、乗員の視界を確保するため機首の先端に配置されたが、このために操縦席は地上からかなり高い位置となったために、操縦者は搭乗する時には、機体背面部を歩き（または這っていき）コクピット上部の窓を開け乗り込まねばならなかった。また、視界確保のため胴体下面にも大きな観測用の窓が設けられていた。
1936年12月に試作機が初飛行したが、試験の結果は芳しくなかった。エンジンが非力なため速度性能や運動性能は当時の他国機に比べて見劣りした。特に運動性能は劣悪で、急降下後の機体の引き起こしがスムーズにいかないなど急降下爆撃機としては致命的とも言えた。また、機体構造も軟弱で、爆弾搭載したままでは脚構造が弱すぎて着陸ができなかった。
しかし、第二次世界大戦の勃発により急降下爆撃機の数を必要としたイタリア空軍は、取りあえずは本機を生産に移すことを決定し、32機（他に試作機が2機）が生産され、1940年に部隊配備された。
しかし、部隊配備された機体は地中海沿岸の気候によって、機体の各部分が急速に劣化し次々に飛行不能となった。結局、配備されてから1ヶ月足らずで全機が使用不能になってしまった。その後急降下爆撃機はドイツのユンカース Ju 87を使用することになり、飛行不能となった機体は基地の地上固定目標として用いられた。
SM.85の改良型であるSM.86も1940年に試作されたが、飛行性能は劣悪なままだったため2機試作しただけで開発は中止となった。

## スペック
- 全長：10.41 m
- 全幅：14.00 m
- 全高：3.33 m
- 全備重量：4,190 kg
- エンジン：ピアッジョ P7 RC35 空冷9気筒 500 hp
- 最大速度：368 km/h
- 実用上限高度：6,500 m
- 航続距離：830 km
- 武装
  - 爆弾800kg
  - 12.7mm機銃×2
- 乗員 1名